# Jednotné inkasní místo
Jednotné inkasní místo (zkratka JIM, správně Jedno inkasní místo), projekt Ministerstva financí ČR,  měl zjednodušit administrativu spojenou s přiznáním k dani z příjmu. Místo každoročních cest s přehledem příjmů a výdajů na tři místa – tedy finanční úřad, správu sociálního zabezpečení a zdravotní pojišťovnu – mělo stačit jen přihlášení do internetové aplikace. Mělo dojít k vytvoření centrálního registru poplatníků daní a pojištěnců (CRPP) a sdílení nezbytných informací z tohoto registru orgány JIM, ČSSZ a zdravotních pojišťoven. Cílem bylo sjednocení všech funkcí výběru daní, cel a odvodů do jediného úřadu, takže pro splnění svých daňových a odvodových povinností nebudou muset poplatníci jednat s několika úřady a vyplňovat mnoho formulářů.
Podle NKÚ však ministerstvo utratilo 3,5 miliardy jinak a dokončení je v nedohlednu. Peníze putovaly na výdaje, které s JIM nesouvisely. Vedení projektu navíc tyto výdaje ani neschválilo.

## Historie
prosinec 2006Záměr sloučení výběru daní, cel a pojistného na veřejnoprávní pojištění byl schválen jako Usnesení vlády číslo 1462/2006
září 2007Vládou ČR byl vysloven souhlas se sloučením orgánů daňové a celní správy. Tento záměr byl v červnu 2010 potichu zrušen
2009Předkládací zpráva Min. financí k projektu JIM
2010Závazek Vlády ČR "urychleně dokončit projekt Jednotného inkasního místa (JIM) pro daně a odvody (sociální a zdravotní pojištění)".
září 2011Světová banka zhodnotila Studii proveditelnosti JIM, kterou zpracovávala firma Deloitte Advisory, s.r.o. Studie odhadla náklady na 2,9 mld. Kč a personální úspory ve výši  2846 pracovních míst.
duben 2013Min.financí oznámilo, že plné spuštění jednotného inkasního místa začne až od roku 2015
září 2013Česká televize oznámila, že kvůli pádu vlády parlament pravděpodobně nestihne přijmout doprovodné zákony. Ministerstvo financí proto navrhuje odklad JIM až na rok 2016.
říjen 2014Zákon 458/2011 Sb. o zřízení jednoho inkasního místa byl zákonem 267/2014 Sb. prakticky zrušen. Příslušný návrh včetně důvodové zprávy předložilo Min. financí v květnu.
2015Podle údajů Světové banky trvala v roce 2014 v Česku administrace daňových povinností 405 hodin, což je po Bulharsku druhý nejhorší výsledek v Evropě.
červenec 2016NKÚ prověřil využití investovaných peněz (celkem skoro 3,5 miliardy). Zjistil, že 80% z kontrolovaných prostředků vyčerpalo Generální finanční ředitelství na provoz, GŘ cel zase například za uniformy a opravilo velkokapacitní rentgen.
rok 2018Vláda opět zvažuje zavést Jedno inkasní místo.